# ماريا ملكة صقلية
ماريا (2 يوليو 1363 – 25 مايو 1401) كانت ملكة صقلية ودوقة أثينا ونيوپاتريا، تولت الحكم منذ عام 1377 حتى وفاتها.

## اعتلاء العرش الصقلي
وُلدت ماريا في مدينة كاتانيا، وكانت ابنة الملك فريدريك البسيط ووريثته من زوجته الأولى كونستانسا الأراغونية. وبعد وفاة والدها عام 1377، اعتلت ماريا عرش صقلية. غير أن الحكم الفعلي كان قد انتُزع من يدها، إذ كانت لا تزال في الثالثة عشرة من عمرها، واستولى على السلطة أربع عائلات بارونية كبرى أطلقت على نفسها لقب "النواب" (الفيكاريين).

وكان أحد هؤلاء النواب، أرتاله ألاّغونا، قد عُيِّن سابقًا وصيًا على العرش من قبل والد ماريا. وفي عام 1360 — أي قبل سبعة عشر عامًا من اعتلاء ماريا العرش — قاد ألاّغونا حملة عسكرية دمّر فيها مدينة أوغوستا الحصينة وأحرقها بالكامل، مستخدمًا قوات من مدينتي سيراكوزا وكاتانيا. ومع ذلك، فشل أرتاله في ترسيخ وصايته نتيجة للصراع المحتدم بين الفصيلَين "الصقلي" و"الأراغوني"، مما اضطره إلى تشكيل حكومة مشتركة مع ثلاثة نواب آخرين. وقد اختيرت العائلات البارونية الأربع لتُمثّل التوازن في تقاسم السلطة بين الحزبَين المتنازعين: الصقليين والأراغونيين.